# Aenictus luzoni
Aenictus luzoni es una especie de hormiga guerrera del género Aenictus, familia Formicidae. Fue descrita científicamente por Wheeler & Chapman en 1925.
Se distribuye por Filipinas y Malasia. Se ha encontrado a elevaciones de hasta 200 metros. Habita en la selva tropical.